# Atletisme als Jocs Olímpics d'estiu de 1904 - decatló homes
El decatló va ser una de les proves disputades durant els Jocs Olímpics de Saint Louis de 1904. Aquesta era la primera vegada que es disputava aquesta prova, que no tornaria a formar part del programa olímpic fins als 1912.
El decatló és una competició formada per 10 proves en què els atletes han de demostrar la seva polivalència. Hi van prendre part 7 atletes, de dues nacions diferents. Aquesta és una de les dues proves en què no guanya un atleta dels Estats Units.

## Medallistes
| Or        | Plata     | Bronze       |
| Tom Kiely | Adam Gunn | Truxton Hare |

## Resultats

### 100 iardes llises
| Prova 1 | Prova 1       | Prova 1 | Prova 1   |
| Posició | Ateleta       | Temps   | Puntuació |
| ------- | ------------- | ------- | --------- |
| 1.      | Truxton Hare  | 10,8    | 790       |
| 2.      | John Holloway |         | 769       |
| 3.      | Ellery Clark  | 11,0    | 748       |
| 4.      | John Grieb    |         | 720       |
| 4.      | Adam Gunn     |         | 720       |
| 6.      | Tom Kiely     |         | 713       |
| DNF     | Max Emmerich  | -       | 0         |

DNF:No finalitza la prova

### Llançament de pes
| Prova 2 | Prova 2       | Prova 2       | Prova 2   |
| Posició | Ateleta       | Distància (m) | Puntuació |
| ------- | ------------- | ------------- | --------- |
| 1.      | Adam Gunn     | 12,21         | 668       |
| 2.      | Truxton Hare  | 12,09         | 648       |
| 3.      | Tom Kiely     | 10,82         | 448       |
| 4.      | John Grieb    | 10,54         | 404       |
| 5.      | Ellery Clark  | 10,26         | 360       |
| 6.      | John Holloway | 10,01         | 320       |

| Classificació després de 2 proves | Classificació després de 2 proves | Classificació després de 2 proves | Classificació després de 2 proves | Classificació després de 2 proves |
| Posició                           | Atleta                            | 1                                 | 2                                 | Total                             |
| --------------------------------- | --------------------------------- | --------------------------------- | --------------------------------- | --------------------------------- |
| 1.                                | Truxton Hare                      | 790                               | 648                               | 1438                              |
| 2.                                | Adam Gunn                         | 720                               | 668                               | 1388                              |
| 3.                                | Tom Kiely                         | 713                               | 448                               | 1161                              |
| 4.                                | John Grieb                        | 720                               | 404                               | 1124                              |
| 5.                                | Ellery Clark                      | 748                               | 360                               | 1108                              |
| 6.                                | John Holloway                     | 769                               | 320                               | 1089                              |
| Retirat                           | Max Emmerich                      | 0                                 | -                                 | -                                 |

### Salt d'alçada
| Prova 3 | Prova 3       | Prova 3    | Prova 3   |
| Posició | Ateleta       | Alçada (m) | Puntuació |
| ------- | ------------- | ---------- | --------- |
| 1.      | John Holloway | 1,68       | 672       |
| 2.      | Adam Gunn     | 1,65       | 640       |
| 3.      | Ellery Clark  | 1,62       | 608       |
| 3.      | John Grieb    | 1,62       | 608       |
| 5.      | Truxton Hare  | 1,52       | 480       |
| 5.      | Tom Kiely     | 1,52       | 480       |

| Classificació després de 3 proves | Classificació després de 3 proves | Classificació després de 3 proves | Classificació després de 3 proves | Classificació després de 3 proves | Classificació després de 3 proves |
| Posició                           | Atleta                            | 1                                 | 2                                 | 3                                 | Total                             |
| --------------------------------- | --------------------------------- | --------------------------------- | --------------------------------- | --------------------------------- | --------------------------------- |
| 1.                                | Adam Gunn                         | 720                               | 668                               | 640                               | 2028                              |
| 2.                                | Truxton Hare                      | 790                               | 648                               | 480                               | 1918                              |
| 3.                                | John Holloway                     | 769                               | 320                               | 672                               | 1761                              |
| 4.                                | John Grieb                        | 720                               | 404                               | 608                               | 1732                              |
| 5.                                | Ellery Clark                      | 748                               | 360                               | 608                               | 1716                              |
| 6.                                | Tom Kiely                         | 713                               | 448                               | 480                               | 1641                              |
| Retirat                           | Max Emmerich                      | 0                                 | -                                 | -                                 | -                                 |

### 880 iardes marxa
| Prova 4 | Prova 4       | Prova 4 | Prova 4   |
| Posició | Ateleta       | Temps   | Puntuació |
| ------- | ------------- | ------- | --------- |
| 1.      | Tom Kiely     | 3' 59"  | 717       |
| 1.      | John Holloway | 3' 59"  | 717       |
| 3.      | Ellery Clark  | 4' 11"  | 657       |
| 4.      | Adam Gunn     | 4' 13"  | 647       |
| 5.      | Truxton Hare  | 4' 20"  | 612       |
| 6.      | John Grieb    | 4' 49"  | 467       |

| AClassificació després de 4 proves | AClassificació després de 4 proves | AClassificació després de 4 proves | AClassificació després de 4 proves | AClassificació després de 4 proves | AClassificació després de 4 proves | AClassificació després de 4 proves |
| Posició                            | Atleta                             | 1                                  | 2                                  | 3                                  | 4                                  | Total                              |
| ---------------------------------- | ---------------------------------- | ---------------------------------- | ---------------------------------- | ---------------------------------- | ---------------------------------- | ---------------------------------- |
| 1.                                 | Adam Gunn                          | 720                                | 668                                | 640                                | 647                                | 2675                               |
| 2.                                 | Truxton Hare                       | 790                                | 648                                | 480                                | 612                                | 2530                               |
| 3.                                 | John Holloway                      | 769                                | 320                                | 672                                | 717                                | 2478                               |
| 4.                                 | Ellery Clark                       | 748                                | 360                                | 608                                | 657                                | 2373                               |
| 5.                                 | Tom Kiely                          | 713                                | 448                                | 480                                | 717                                | 2358                               |
| 6.                                 | John Grieb                         | 720                                | 404                                | 608                                | 467                                | 2199                               |
| Retired                            | Max Emmerich                       | 0                                  | -                                  | -                                  | -                                  |                                    |

### Llançament de martell
| Prova 5 | Prova 5       | Prova 5       | Prova 5   |
| Posició | Ateleta       | Distància (m) | Puntuació |
| ------- | ------------- | ------------- | --------- |
| 1.      | Tom Kiely     | 36,76         | 706       |
| 2.      | Truxton Hare  | 36,28         | 687       |
| 3.      | Adam Gunn     | 31,40         | 495       |
| 4.      | Ellery Clark  | 29,11         | 405       |
| 5.      | John Holloway | 27,51         | 342       |
| Ferit   | John Grieb    | —             | 0         |

| Classificació després de 5 proves | Classificació després de 5 proves | Classificació després de 5 proves | Classificació després de 5 proves | Classificació després de 5 proves | Classificació després de 5 proves | Classificació després de 5 proves | Classificació després de 5 proves |
| Posició                           | Atleta                            | 1                                 | 2                                 | 3                                 | 4                                 | 5                                 | Total                             |
| --------------------------------- | --------------------------------- | --------------------------------- | --------------------------------- | --------------------------------- | --------------------------------- | --------------------------------- | --------------------------------- |
| 1.                                | Truxton Hare                      | 790                               | 648                               | 480                               | 612                               | 687                               | 3217                              |
| 2.                                | Adam Gunn                         | 720                               | 668                               | 640                               | 647                               | 495                               | 3170                              |
| 3.                                | Tom Kiely                         | 713                               | 448                               | 480                               | 717                               | 706                               | 3064                              |
| 4.                                | John Holloway                     | 769                               | 320                               | 672                               | 717                               | 342                               | 2820                              |
| 5.                                | Ellery Clark                      | 748                               | 360                               | 608                               | 657                               | 405                               | 2778                              |
| Retirat                           | John Grieb                        | 720                               | 404                               | 608                               | 467                               | 0                                 | 2199                              |
| Retirat                           | Max Emmerich                      | 0                                 | -                                 | -                                 | -                                 | -                                 |                                   |

### Salt amb perxa
| Prova 6 | Prova 6       | Prova 6    | Prova 6   |
| Posició | Ateleta       | Alçada (m) | Puntuació |
| ------- | ------------- | ---------- | --------- |
| 1.      | Adam Gunn     | 2,97       | 616       |
| 2.      | John Holloway | 2,89       | 568       |
| 3.      | Tom Kiely     | 2,74       | 472       |
| 4.      | Truxton Hare  | 2,44       | 280       |
| DNS     | Ellery Clark  | —          | 0         |

| Classificació després de 6 proves | Classificació després de 6 proves | Classificació després de 6 proves | Classificació després de 6 proves | Classificació després de 6 proves | Classificació després de 6 proves | Classificació després de 6 proves | Classificació després de 6 proves | Classificació després de 6 proves |
| Posició                           | Atleta                            | 1                                 | 2                                 | 3                                 | 4                                 | 5                                 | 6                                 | Total                             |
| --------------------------------- | --------------------------------- | --------------------------------- | --------------------------------- | --------------------------------- | --------------------------------- | --------------------------------- | --------------------------------- | --------------------------------- |
| 1.                                | Adam Gunn                         | 720                               | 668                               | 640                               | 647                               | 495                               | 616                               | 3786                              |
| 2.                                | Tom Kiely                         | 713                               | 448                               | 480                               | 717                               | 706                               | 472                               | 3536                              |
| 3.                                | Truxton Hare                      | 790                               | 648                               | 480                               | 612                               | 687                               | 280                               | 3497                              |
| 4.                                | John Holloway                     | 769                               | 320                               | 672                               | 717                               | 342                               | 568                               | 3388                              |
| Retirat                           | Ellery Clark                      | 748                               | 360                               | 608                               | 657                               | 405                               | 0                                 | 2778                              |
| Retirat                           | John Grieb                        | 720                               | 404                               | 608                               | 467                               | 0                                 | -                                 | 2199                              |
| Retirat                           | Max Emmerich                      | 0                                 | -                                 | -                                 | -                                 | -                                 | -                                 |                                   |

### 120 iardes tanques
| Prova 7 | Prova 7       | Prova 7 | Prova 7   |
| Posició | Ateleta       | Temps   | Puntuació |
| ------- | ------------- | ------- | --------- |
| 1.      | Tom Kiely     | 17,8"   | 670       |
| 2.      | Adam Gunn     |         | 655       |
| 3.      | Truxton Hare  |         | 600       |
| 4.      | John Holloway |         | 590       |

| Classificació després de 7 proves | Classificació després de 7 proves | Classificació després de 7 proves | Classificació després de 7 proves | Classificació després de 7 proves | Classificació després de 7 proves | Classificació després de 7 proves | Classificació després de 7 proves | Classificació després de 7 proves | Classificació després de 7 proves |
| Posició                           | Atleta                            | 1                                 | 2                                 | 3                                 | 4                                 | 5                                 | 6                                 | 7                                 | Total                             |
| --------------------------------- | --------------------------------- | --------------------------------- | --------------------------------- | --------------------------------- | --------------------------------- | --------------------------------- | --------------------------------- | --------------------------------- | --------------------------------- |
| 1.                                | Adam Gunn                         | 720                               | 668                               | 640                               | 647                               | 495                               | 616                               | 655                               | 4441                              |
| 2.                                | Tom Kiely                         | 713                               | 448                               | 480                               | 717                               | 706                               | 472                               | 670                               | 4206                              |
| 3.                                | Truxton Hare                      | 790                               | 648                               | 480                               | 612                               | 687                               | 280                               | 600                               | 4097                              |
| 4.                                | John Holloway                     | 769                               | 320                               | 672                               | 717                               | 342                               | 568                               | 590                               | 3978                              |
| Retirat                           | Ellery Clark                      | 748                               | 360                               | 608                               | 657                               | 405                               | 0                                 | -                                 |                                   |
| Retirat                           | John Grieb                        | 720                               | 404                               | 608                               | 467                               | 0                                 | -                                 | -                                 |                                   |
| Retirat                           | Max Emmerich                      | 0                                 | -                                 | -                                 | -                                 | -                                 | -                                 | -                                 |                                   |

### Llançament de pes de 56 lliures (25 kg)
| Prova 8 | Prova 8       | Prova 8       | Prova 8   |
| Posició | Ateleta       | Distància (m) | Puntuació |
| ------- | ------------- | ------------- | --------- |
| 1.      | Tom Kiely     | 8,91          | 684       |
| 2.      | Truxton Hare  | 7,59          | 475       |
| 3.      | Adam Gunn     | 7,22          | 418       |
| 4.      | John Holloway | 5,98          | 222       |

| Classificació després de 8 proves | Classificació després de 8 proves | Classificació després de 8 proves | Classificació després de 8 proves | Classificació després de 8 proves | Classificació després de 8 proves | Classificació després de 8 proves | Classificació després de 8 proves | Classificació després de 8 proves | Classificació després de 8 proves | Classificació després de 8 proves |
| Posició                           | Atleta                            | 1                                 | 2                                 | 3                                 | 4                                 | 5                                 | 6                                 | 7                                 | 8                                 | Total                             |
| --------------------------------- | --------------------------------- | --------------------------------- | --------------------------------- | --------------------------------- | --------------------------------- | --------------------------------- | --------------------------------- | --------------------------------- | --------------------------------- | --------------------------------- |
| 1.                                | Tom Kiely                         | 713                               | 448                               | 480                               | 717                               | 706                               | 472                               | 670                               | 684                               | 4890                              |
| 2.                                | Adam Gunn                         | 720                               | 668                               | 640                               | 647                               | 495                               | 616                               | 655                               | 418                               | 4859                              |
| 3.                                | Truxton Hare                      | 790                               | 648                               | 480                               | 612                               | 687                               | 280                               | 600                               | 475                               | 4572                              |
| 4.                                | John Holloway                     | 769                               | 320                               | 672                               | 717                               | 342                               | 568                               | 590                               | 222                               | 4200                              |
| Retirat                           | Ellery Clark                      | 748                               | 360                               | 608                               | 657                               | 405                               | 0                                 | -                                 | -                                 |                                   |
| Retirat                           | John Grieb                        | 720                               | 404                               | 608                               | 467                               | 0                                 | -                                 | -                                 | -                                 |                                   |
| Retirat                           | Max Emmerich                      | 0                                 | -                                 | -                                 | -                                 | -                                 | -                                 | -                                 | -                                 |                                   |

### Salt de llargada
| Prova 9 | Prova 9       | Prova 9       | Prova 9   |
| Posició | Ateleta       | Distància (m) | Puntuació |
| ------- | ------------- | ------------- | --------- |
| 1.      | Truxton Hare  | 6,07          | 652       |
| 2.      | Tom Kiely     | 5,94          | 612       |
| 3.      | Adam Gunn     | 5,53          | 484       |
| 3.      | John Holloway | 5,53          | 484       |

| Classificació després de 9 proves | Classificació després de 9 proves | Classificació després de 9 proves | Classificació després de 9 proves | Classificació després de 9 proves | Classificació després de 9 proves | Classificació després de 9 proves | Classificació després de 9 proves | Classificació després de 9 proves | Classificació després de 9 proves | Classificació després de 9 proves | Classificació després de 9 proves |
| Posició                           | Atleta                            | 1                                 | 2                                 | 3                                 | 4                                 | 5                                 | 6                                 | 7                                 | 8                                 | 9                                 | Total                             |
| --------------------------------- | --------------------------------- | --------------------------------- | --------------------------------- | --------------------------------- | --------------------------------- | --------------------------------- | --------------------------------- | --------------------------------- | --------------------------------- | --------------------------------- | --------------------------------- |
| 1.                                | Tom Kiely                         | 713                               | 448                               | 480                               | 717                               | 706                               | 472                               | 670                               | 684                               | 612                               | 5502                              |
| 2.                                | Adam Gunn                         | 720                               | 668                               | 640                               | 647                               | 495                               | 616                               | 655                               | 418                               | 484                               | 5343                              |
| 3.                                | Truxton Hare                      | 790                               | 648                               | 480                               | 612                               | 687                               | 280                               | 600                               | 475                               | 652                               | 5224                              |
| 4.                                | John Holloway                     | 769                               | 320                               | 672                               | 717                               | 342                               | 568                               | 590                               | 222                               | 484                               | 4684                              |
| Retirat                           | Ellery Clark                      | 748                               | 360                               | 608                               | 657                               | 405                               | 0                                 | -                                 | -                                 | -                                 |                                   |
| Retirat                           | John Grieb                        | 720                               | 404                               | 608                               | 467                               | 0                                 | -                                 | -                                 | -                                 | -                                 |                                   |
| Retirat                           | Max Emmerich                      | 0                                 | -                                 | -                                 | -                                 | -                                 | -                                 | -                                 | -                                 | -                                 |                                   |

### 1 milla

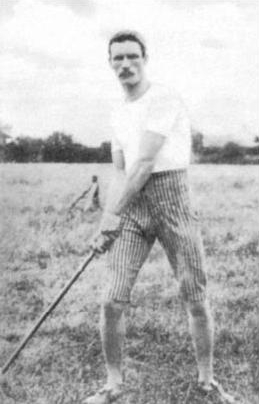
Tom Kiely, vencedor de la competició de Decatló dels Jocs Olímpics d'Estiu de 1904

| Prova 10 | Prova 10      | Prova 10 | Prova 10  |
| Posició  | Ateleta       | Temps    | Puntuació |
| -------- | ------------- | -------- | --------- |
| 1.       | Truxton Hare  | 5' 40,0" | 589       |
| 2.       | John Holloway | 5' 40,0" | 589       |
| 3.       | Adam Gunn     | 5' 45,0" | 564       |
| 4.       | Tom Kiely     | 5' 51,0" | 534       |

## Classificació final
| Classificació final | Classificació final | Classificació final | Classificació final | Classificació final | Classificació final | Classificació final | Classificació final | Classificació final | Classificació final | Classificació final | Classificació final | Classificació final |
| Posició             | Atleta              | 1                   | 2                   | 3                   | 4                   | 5                   | 6                   | 7                   | 8                   | 9                   | 10                  | Total               |
| ------------------- | ------------------- | ------------------- | ------------------- | ------------------- | ------------------- | ------------------- | ------------------- | ------------------- | ------------------- | ------------------- | ------------------- | ------------------- |
| Or                  | Tom Kiely           | 713                 | 448                 | 480                 | 717                 | 706                 | 472                 | 670                 | 684                 | 612                 | 534                 | 6036                |
| Plata               | Adam Gunn           | 720                 | 668                 | 640                 | 647                 | 495                 | 616                 | 655                 | 418                 | 484                 | 564                 | 5907                |
| Bronze              | Truxton Hare        | 790                 | 648                 | 480                 | 612                 | 687                 | 280                 | 600                 | 475                 | 652                 | 589                 | 5813                |
| 4.                  | John Holloway       | 769                 | 320                 | 672                 | 717                 | 342                 | 568                 | 590                 | 222                 | 484                 | 589                 | 5273                |
| Retirat             | Ellery Clark        | 748                 | 360                 | 608                 | 657                 | 405                 | 0                   |                     |                     |                     |                     |                     |
| Retirat             | John Grieb          | 720                 | 404                 | 608                 | 467                 | 0                   |                     |                     |                     |                     |                     |                     |
| Retirat             | Max Emmerich        | 0                   |                     |                     |                     |                     |                     |                     |                     |                     |                     |                     |